# Polikliniek mens en arbeid
Het Polikliniek mens en arbeid (PMA) is een voorziening voor patiënten met complexe arbeidsgeneeskundige problematiek. De PMA biedt hoogwaardige zorg aan patiënten met aandoeningen die mogelijk het gevolg zijn van werk, en aan patiënten met medische belemmeringen voor het werk. PMA is een initiatief van het Nederlands Centrum voor Beroepsziekten. 